# Liste der Monuments historiques in Le Plan
Die Liste der Monuments historiques in Le Plan führt die Monuments historiques in der französischen Gemeinde Le Plan auf.

## Liste der Bauwerke
| Bezeichnung                                 | Beschreibung              | Standort | Kennzeichnung | Schutzstatus | Datum | Bild |
| ------------------------------------------- | ------------------------- | -------- | ------------- | ------------ | ----- | ---- |
| Wehrhafter Glockenturm der Kirche St-Pierre | Erbaut im 16. Jahrhundert | (Lage)   | PA00094423    | Inscrit      | 1950  |      |